# Edgar Lee Masters

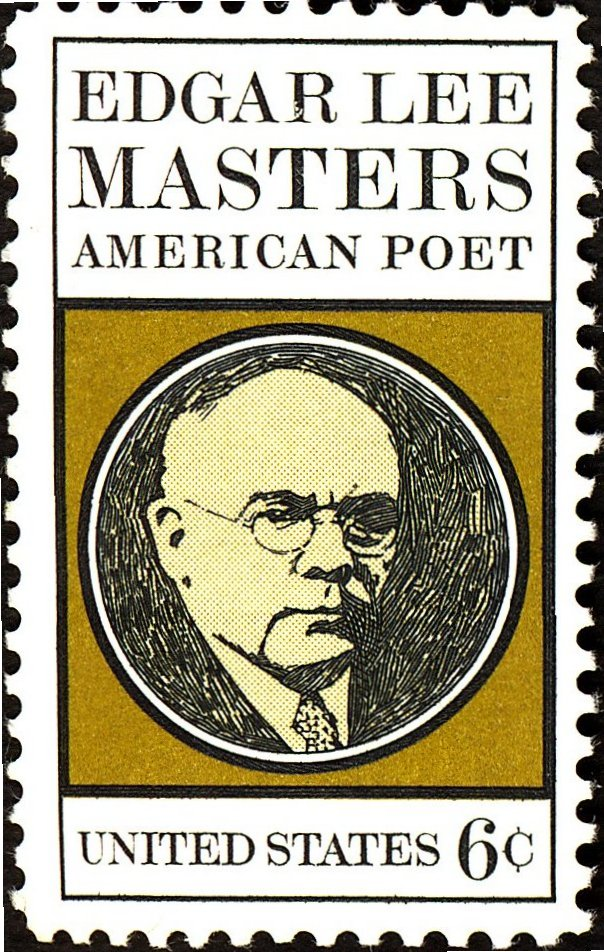
Edgar Lee Masters.

Edgar Lee Masters (Garnett, Kansas, 23 de agosto de 1868 - Melrose Park, Pensilvania, 5 de marzo de 1950) fue un poeta, biógrafo y dramaturgo estadounidense.

## Biografía
Hijo de un abogado y abogado él mismo, pronto pasó a Lewistown, Illinois, en una zona del Medio Oeste que reaparecería constantemente en su poesía. Primero trabajó como cobrador de energía eléctrica, y luego viajó a Chicago, donde ingresó en el bufete de Kickham Scanlan en 1893. Se casó dos veces; en 1898 con Helen M. Jenkins, hija de un abogado, de la que tuvo tres hijos. En 1911 abrió su propio bufete, tras tres años agitados (1908-1911) a causa de una relación extraconyugal y una disputa con el abogado Clarence Darrow, del que era socio. Dos de sus hijos siguieron sus huellas; su hija Marcia se dedicó a la poesía, y su hijo Hilary Masters se hizo novelista. Incluso su hermanastro Hardin escribió una biografía del padre. Conoció un éxito enorme su Antología de Spoon River (1915) y tras el escaso éxito de su poemario The New Spoon River (1924), abandonó definitivamente la profesión de abogado para dedicarse a la escritura, se divorció y se volvió a casar con una profesora, Ellen Coyne; se mudó a Nueva York y vivió una existencia huraña, sin volver a conocer más la fama literaria, aunque en su obra posterior hay títulos tan apreciables como la novela Vuelo nupcial y su autobiografía Across Spoon River (1936). En sus últimos años, amargado, renunció a trabajar, recluso en el Hotel Chelsea de Nueva York, viviendo sólo de los préstamos de unos pocos amigos, entre ellos el escritor social Theodore Dreiser. 
Lee Masters participó en el movimiento literario "Renacimiento de Chicago", combatió el belicismo imperial de Norteamérica (fue un crítico implacable, a finales del siglo XIX, de la Guerra hispano-estadounidense) y dio testimonio de una sociedad despiadadamente clasista; pero es sobre todo el célebre autor de Antología de Spoon River (1915), conjunto de 250 epitafios en forma del monólogo dramático, que ubica en un cementerio imaginario de un pueblo de su Illinois natal, escritos en verso libre y donde traza con lenguaje sencillo una radiografía de la América profunda, atacando sobre todo su aldeanismo, su estrechez de miras y su puritana hipocresía moral; también hay espacio en esos epitafios para los dramas íntimos y el fracaso del sueño americano, en medio de un pesimismo desolador; algunos de los personajes son reales, conocidos en su infancia, otros no; los monólogos se aluden a veces entre ellos, descubriendo otras historias enterradas; el libro empezó a componerse en 1913, inspirado por la lectura de la Antología Palatina. Vendió 19 ediciones en 1915 y en 1940 contaba ya con 70; fue, algo inaudito para un libro de poesía, un auténtico éxito de ventas y actualmente se considera un clásico de la poesía anglosajona, que incluso fue dramatizado y llevado a la escena en Broadway. En su época fue un toque de realismo frente a las experiencias vanguardistas. Otras obras suyas son The New Star Chamber and Other Essays, Songs and Satires, The Great Valley, The Spleen e Illinois Poems. En total, Masters ha publicado doce piezas teatrales, veintiún poemarios, seis novelas y seis biografías, entre ellas las de Abraham Lincoln, Mark Twain, Vachel Lindsay y Walt Whitman.

## Obras destacadas

### Lírica
- A Book of Verses (1898)
- Songs and Sonnets (1910)
- Spoon River Anthology (1915; traducciones íntegras al español de la Antología de Spoon River: Jesús López Pacheco (trad.), Madrid, Editorial Cátedra, 2004, ISBN 978-84-376-3246-9; Jaime Priede (trad.), Madrid, Bartleby Editores, 2012, ISBN 978-84-92799-51-0)[1]
- Songs and Satires (1916)
- Fiddler Jones (1916)
- The Great Valley (1916)
- The Open Sea (1921)
- The New Spoon River (1924)
- Selected Poems (1925)
- Lee: A Dramatic Poem (1926)
- Jack Kelso: A Dramatic Poem (1928)
- Lichee Nuts (1930)
- Gettysburg, Manila, Acoma: A Dramatic Poem (1930)
- Godbey: A Dramatic Poem, sequel to Jack Kelso (1931)
- The Serpent in the Wilderness (1933)
- Richmond: A Dramatic Poem (1934)
- Invisible Landscapes (1935)
- Poems of People (1936)
- The Golden Fleece of California (1936)
- The New World (1937)
- More People (1939)
- Illinois Poems (1941)
- Along the Illinois (1942)
- Silence
- George Gray

### Teatro
- Althea: A Play (1907, drama)
- Eileen: A Play (1910, drama)
- The Bread of Idleness: A Play (1910, drama)
- Dramatic Dialogues: Four Short Plays (1934, drama)

### Biografías
- Lincoln: The Man (1931)
- Vachel Lindsay: A Poet in America (1935)
- Across Spoon River: An Autobiography (1936, memoir)
- Whitman (1937)
- Mark Twain: A Portrait (1938)

### Libros
- The New Star Chamber and Other Essays (1904, ensayos)
- The Blood of the Prophets (1905)
- The Great Valley (1916)
- Toward the Gulf (1918)
- Starved Rock (1919)
- Mitch Miller (1920, novela)
- Domesday Book (1920)
- The Open Sea (1921)
- Children of the Market Place (1922)
- Skeeters Kirby (1923, novela)
- The Nuptial Flight (1923, novela)
- Kit O'Brien (1927, novela)
- Levy Mayer and the New Industrial Era (1927)
- The Fate of the Jury: An Epilogue to Domesday Book (1929)
- Gettysburg, Manila, Acoma (1930)
- Godbey: A Dramatic Poem (1931)
- The Tale of Chicago (1933, historia)
- The Golden Fleece of California (1936)
- The Tide of Time (1937, novela)
- The Sangamon (1942, no ficción)
- Lucinda Matlock
- Greg Smith